# Caligavis
Caligavis je rod medosavek endemických pro Novou Guineu a Austrálii. V současné podobě je od roku 2011, nicméně první zmínka o rodu Caligavis pochází již z roku 1956 od anglického ornitologa Toma Iredala. Má pouze tři zástupce, přičemž všem dle Mezinárodního svazu ochrany přírody (IUCN) náleží status málo dotčený (LC).

## Zástupci
- Medosavka masková (Caligavis chrysops)
  - Druh medosavka masková je středně velký pták obývající jihovýchodní Austrálii. Je snadno rozeznatelný díky černo-žluté masce na obličeji, díky které získal i český název. Tento žlutý pruh, z obou stran ohraničený černou, se táhne od zobáku až za oko. Vyhledávají řídké a suché lesy, mimo jiné ale žijí i v parcích, zahradách a sadech, kde jsou považovány za škůdce, protože ničí plody.

- Medosavka černohrdlá (Caligavis subfrenata)
  - Medosavka černohrdlá je endemická pro Novou Guineu. Jedná se o nevýrazného ptáka s olivovým až šedivým tělem a černou hlavou se žlutým pruhem, který je ale méně výrazný, než u medosavek maskových. Má dlouhý a zakřivený zobák. Vyhledává subtropické až tropické oblasti s dostatkem potravy. Před rokem 2011 označována jako Lichenostomus subfrenatus.

- Medosavka žlutavohrdlá (Caligavis obscura)
  - Převážně olivově až šedavě zbarvená medosavka žlutavohrdlá má jen malý žlutý pruh na obličeji. Též má tmavý, dlouhý a mírně zahnutý zobák. Obývá Novou Guineu, kde vyhledává tropické vlhké a nížinné oblasti. V minulosti známá jako Lichenostomus obscurus.